# 开仁山
开仁山（韓語：개인산）是一座位于韓國江原道麟蹄郡和洪川郡之间的山峰，主峰標高海拔1341公尺。